# Wskaźnik kosztów całkowitych
Wskaźnik kosztów całkowitych, współczynnik kosztów całkowitych, WKC – miernik przedstawiający wielkość kosztów ponoszonych przez fundusz inwestycyjny w stosunku do wartości jego aktywów. Odzwierciedla on udział kosztów niezwiązanych bezpośrednio z działalnością inwestycyjną funduszu w średniej wartości aktywów netto funduszu za dany rok i jest wykazywany w prospekcie informacyjnym funduszu inwestycyjnego.
Zasady obliczania i udostępniania wskaźnika kosztów całkowitych określone zostały w rozporządzeniu Ministra Finansów z dnia 20 stycznia 2009 roku w sprawie prospektu informacyjnego funduszu inwestycyjnego otwartego oraz specjalistycznego funduszu inwestycyjnego otwartego, a także skrótu tego prospektu.
Zgodnie z tym rozporządzeniem WKC wylicza się według wzoru:
WKC = Kt/WANt × 100%
gdzie:
K – koszty funduszu, o których mowa w przepisach o szczególnych zasadach rachunkowości funduszy inwestycyjnych, z wyłączeniem:
1) kosztów transakcyjnych, w tym prowizji i opłat maklerskich, podatków związanych z nabyciem lub zbyciem składników portfela
2) odsetek z tytułu zaciągniętych pożyczek lub kredytów
3) świadczeń wynikających z realizacji umów, których przedmiotem są instrumenty pochodne
4) opłat związanych z nabyciem lub odkupieniem jednostek uczestnictwa lub innych opłat ponoszonych bezpośrednio przez uczestnika
5) wartości usług dodatkowych
t – okres, za który przedstawiane są dane
WAN – średnia wartość aktywów netto funduszu.

Odmianą WKC jest SWKC (syntetyczny wskaźnik kosztów całkowitych, syntetyczny współczynnik kosztów całkowitych).